# 亚历山德拉·巴雷
亚历山德拉·巴雷（法語：Alexandra Barré，1958年1月29日—），加拿大女子皮划艇运动员。她曾代表加拿大参加1984年夏季奥林匹克运动会皮划艇比赛，获得一枚银牌和一枚铜牌。